# Morgane Ribout
Morgane Ribout (Lille, 11 de enero de 1988) es una deportista francesa que compitió en judo. Ganó una medalla de oro en el Campeonato Mundial de Judo de 2009 y una medalla de bronce en el Campeonato Europeo de Judo de 2009.

## Palmarés internacional
| Campeonato Mundial | Campeonato Mundial      | Campeonato Mundial | Campeonato Mundial |
| Año                | Lugar                   | Medalla            | Categoría          |
| ------------------ | ----------------------- | ------------------ | ------------------ |
| 2009               | Róterdam (Países Bajos) | Medalla de oro     | –57 kg             |
| Campeonato Europeo |                         |                    |                    |
| Año                | Lugar                   | Medalla            | Categoría          |
| 2009               | Tiflis (Georgia)        | Medalla de bronce  | –57 kg             |